# Propeamussium malpelonium
Propeamussium malpelonium är en musselart. Propeamussium malpelonium ingår i släktet Propeamussium och familjen Propeamussidae. Inga underarter finns listade i Catalogue of Life.